# 서청주 나들목
서청주 나들목(W.Cheongju IC)은 충청북도 청주시 흥덕구 신성동에 걸쳐 있는 중부고속도로의 29번 교차로이다. 나들목 진출입로 및 요금소는 청주시 흥덕구 지동동과 접하고 있으며, 진출입 요금소가 서로 분리되어 있다. 청주시내로 진출할 수 있으며, 인근에 청주산업단지, SK하이닉스 청주공장, 충북선 청주역이 있다.

## 연혁
- 1987년 12월 3일 : 중부고속도로 남이 ~ 하일 구간 개통에 따라 영업 개시[1]
- 1994년 2월 8일 : 1994년 12월까지 나들목 요금소 차선 확장을 위해 충청북도 청주시 지동동 250m 구간 도로구역 변경[2]

## 구조물 정보
- 위치: 충청북도 청주시 흥덕구 신성동, 향정동
- 영업소: 충청북도 청주시 흥덕구 직지대로 219 (지동동)

## 접속하는 도로
- 지방도 제693호선 (직지대로)
- 간접 연결 : 지방도 제508호선 (청주역로, 청주역사거리 이용)

## 교통량 정보
| 요금소          | 통행량 (대/일) | 통행량 (대/일) | 통행량 (대/일) | 통행량 (대/일) | 통행량 (대/일) | 통행량 (대/일) | 통행량 (대/일) | 통행량 (대/일) | 통행량 (대/일) | 통행량 (대/일) | 각주  |
| 요금소          | 2001년         | 2002년         | 2003년         | 2004년         | 2005년         | 2006년         | 2007년         | 2008년         | 2009년         | 2010년         | 각주  |
| --------------- | -------------- | -------------- | -------------- | -------------- | -------------- | -------------- | -------------- | -------------- | -------------- | -------------- | ----- |
| 서청주 (폐쇄식) | 9,214          | 9,947          | 9,964          | 9,699          | 10,080         | 10,708         | 11,446         | 11,535         | 12,427         | 13,345         | [ 3 ] |
| 요금소          | 2011년         | 2012년         | 2013년         | 2014년         | 2015년         | 2016년         | 2017년         | 2018년         | 2019년         |                | [ 3 ] |
| 서청주 (폐쇄식) | 13,837         | 14,108         | 14,844         | 15,040         | 15,585         | 15,031         | 14,227         | 14,320         | 13,830         |                | [ 3 ] |